# Nowy Dwór Królewski
Nowy Dwór Królewski est un village de Pologne situé en Couïavie-Poméranie, dans le gmina (commune) de Papowo Biskupie.
Plaque d'immatriculation: CCH.

## Galerie

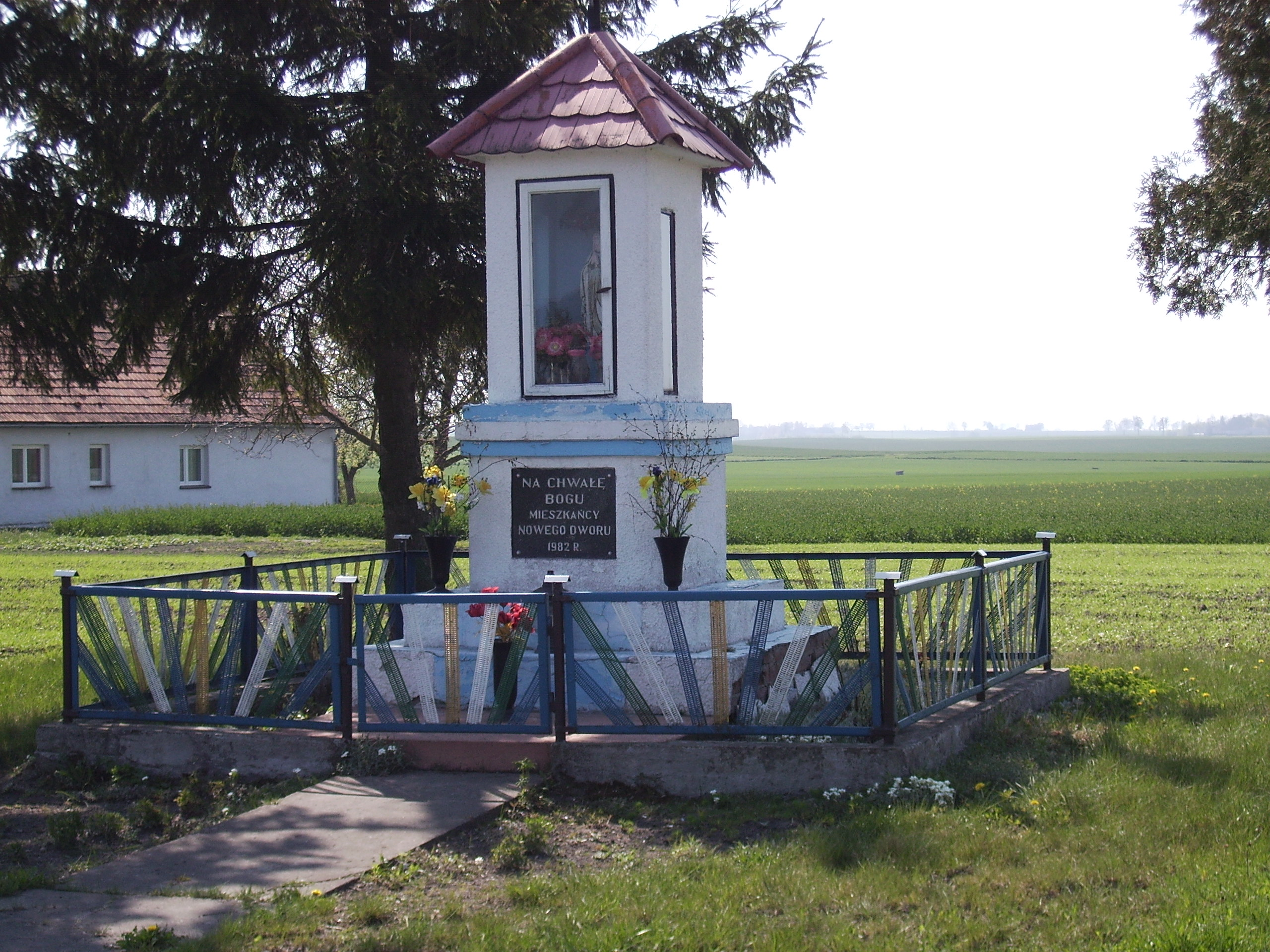
Marian chiffre
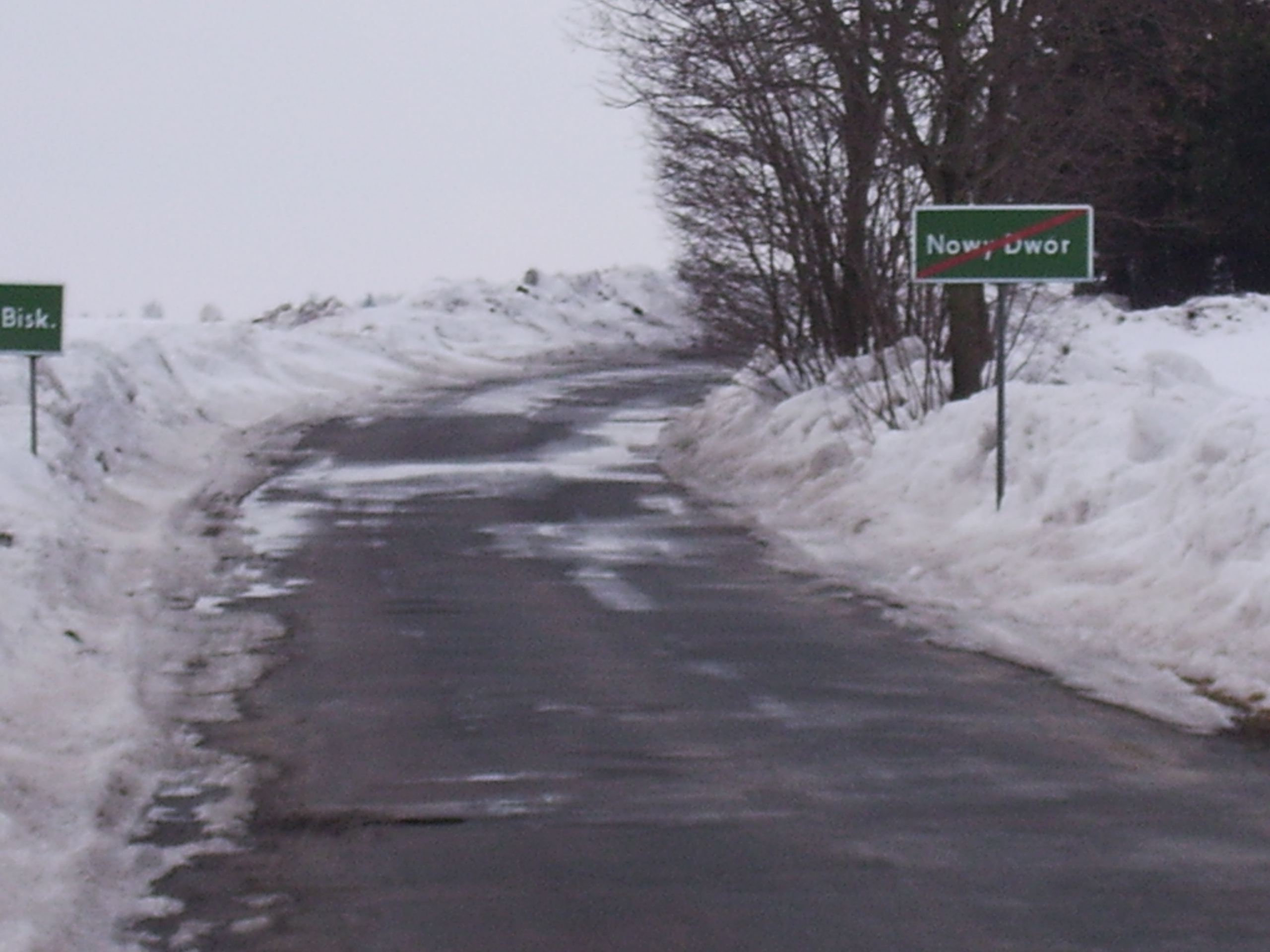
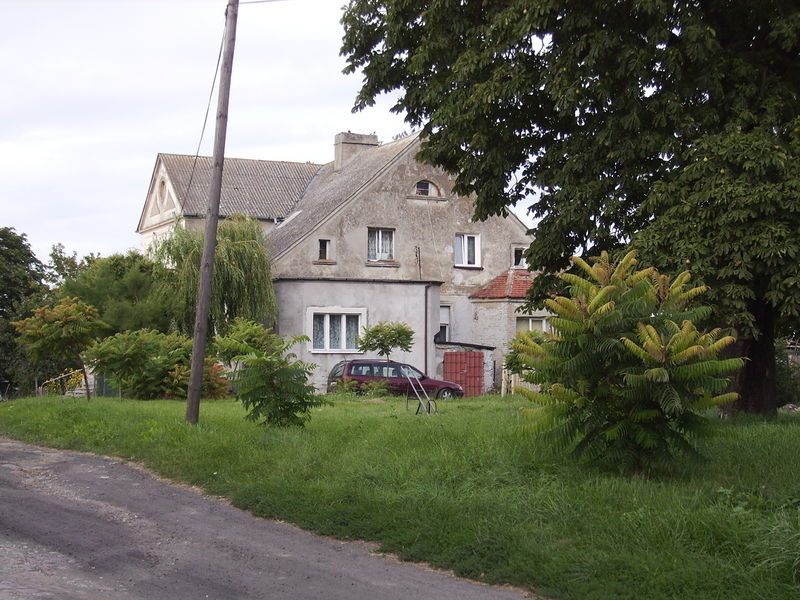
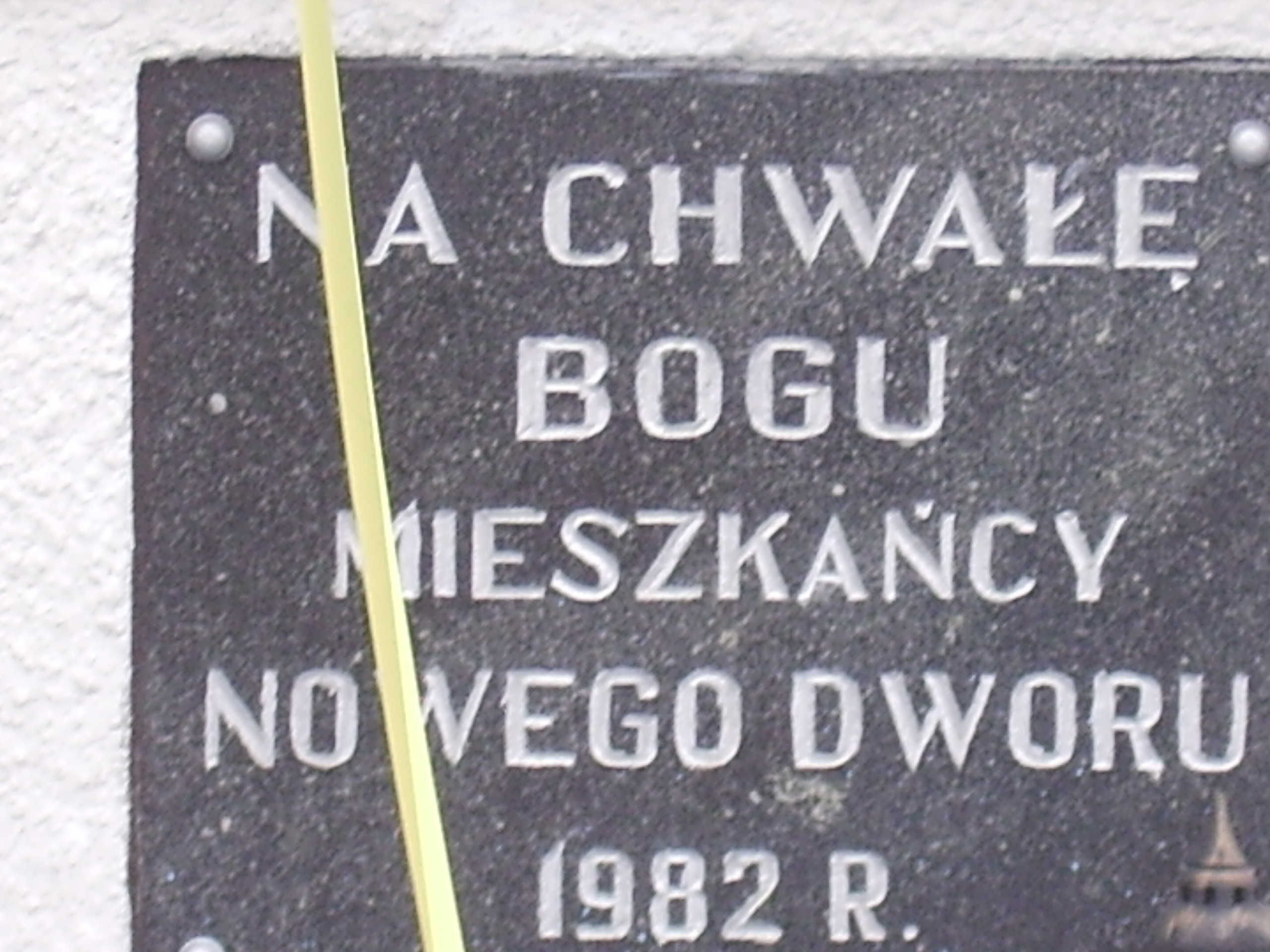
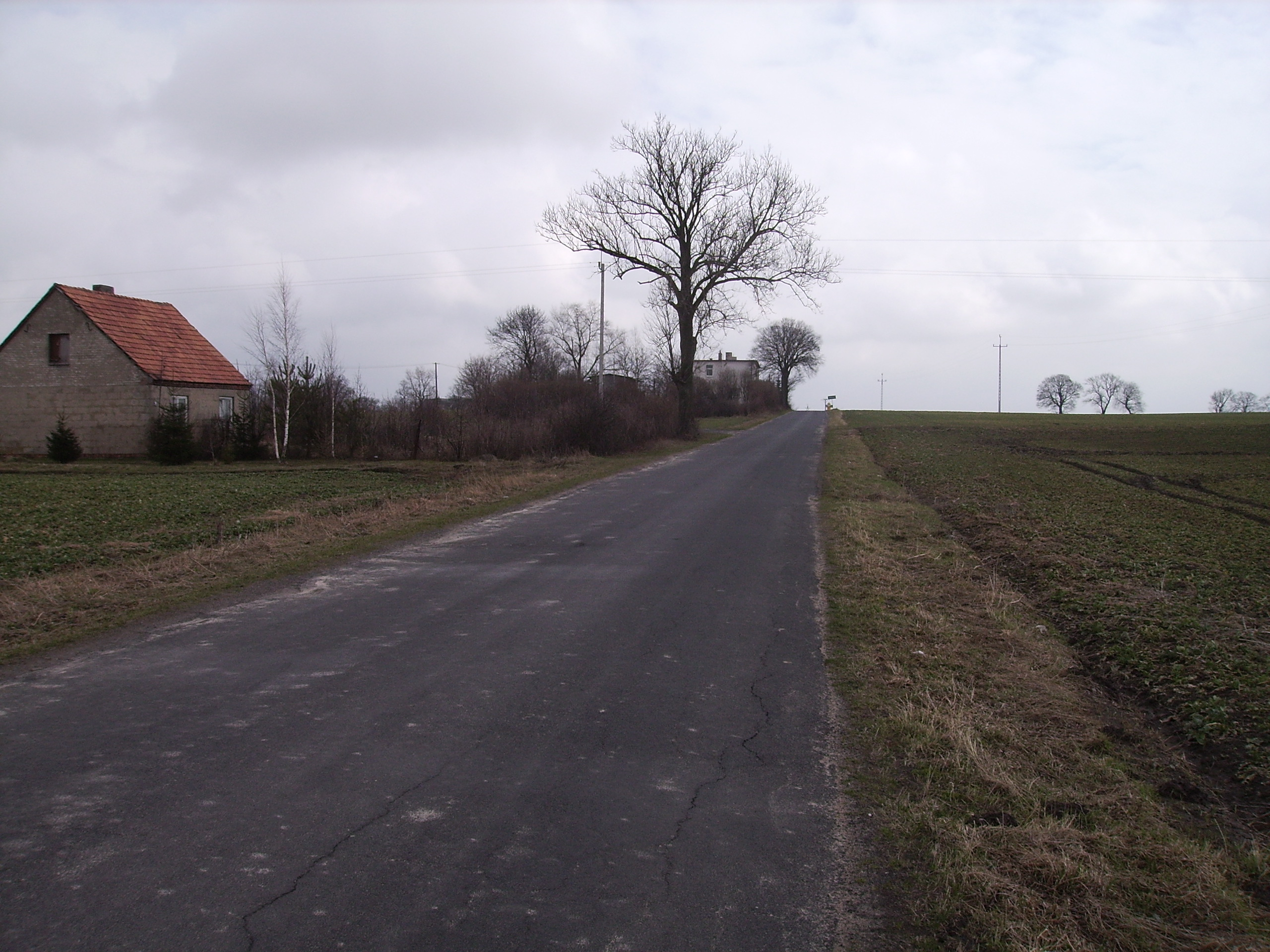
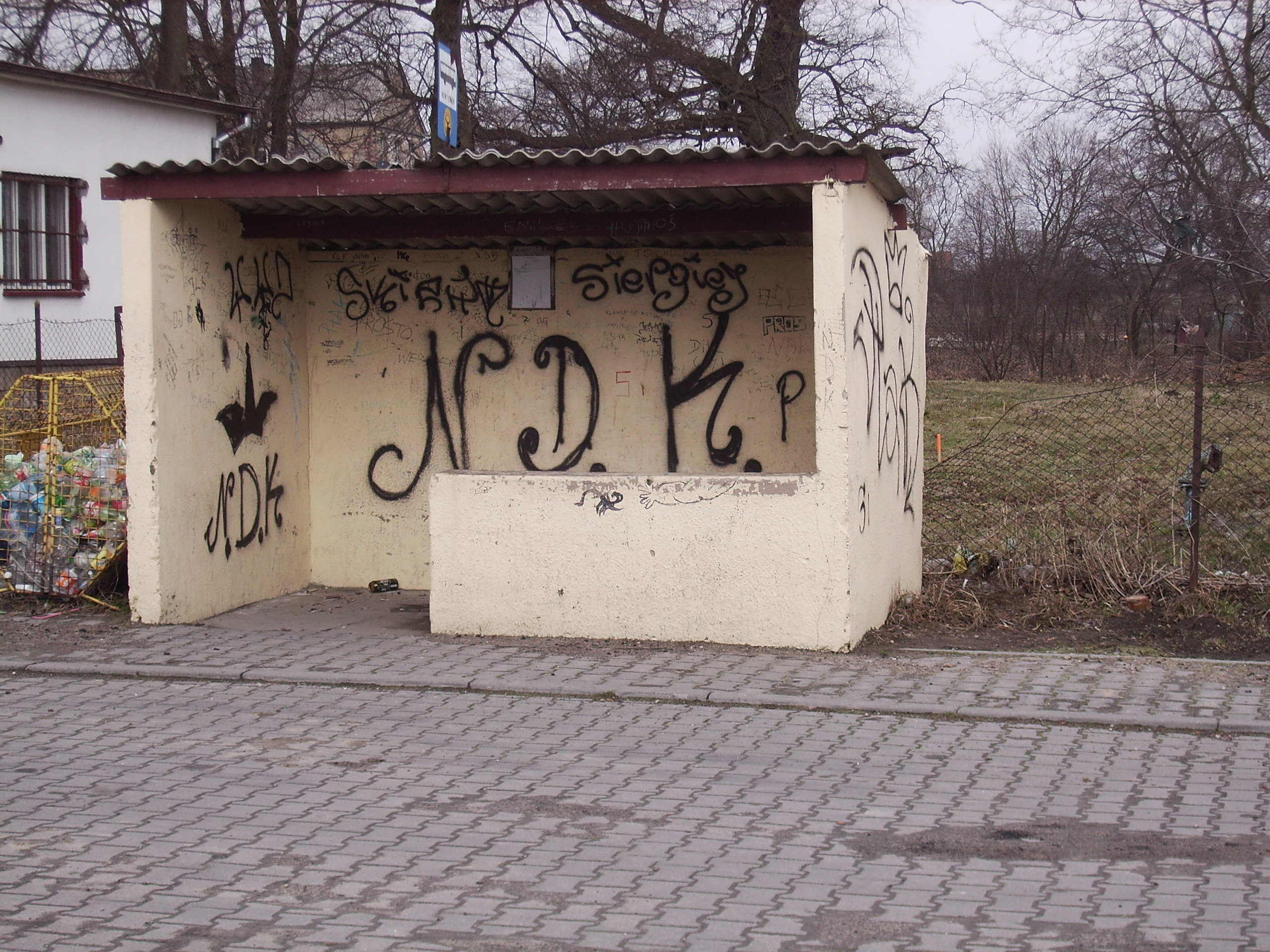
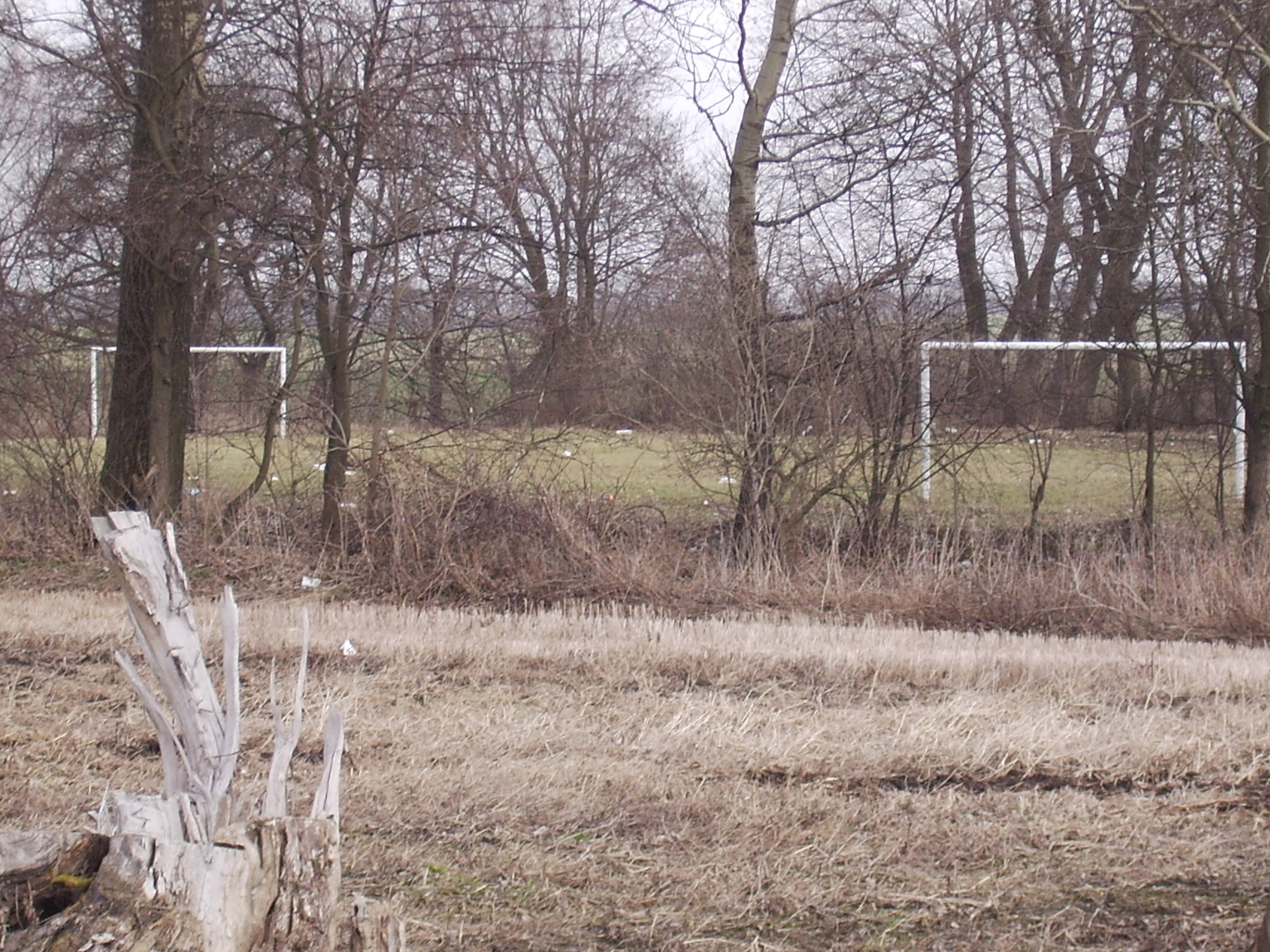
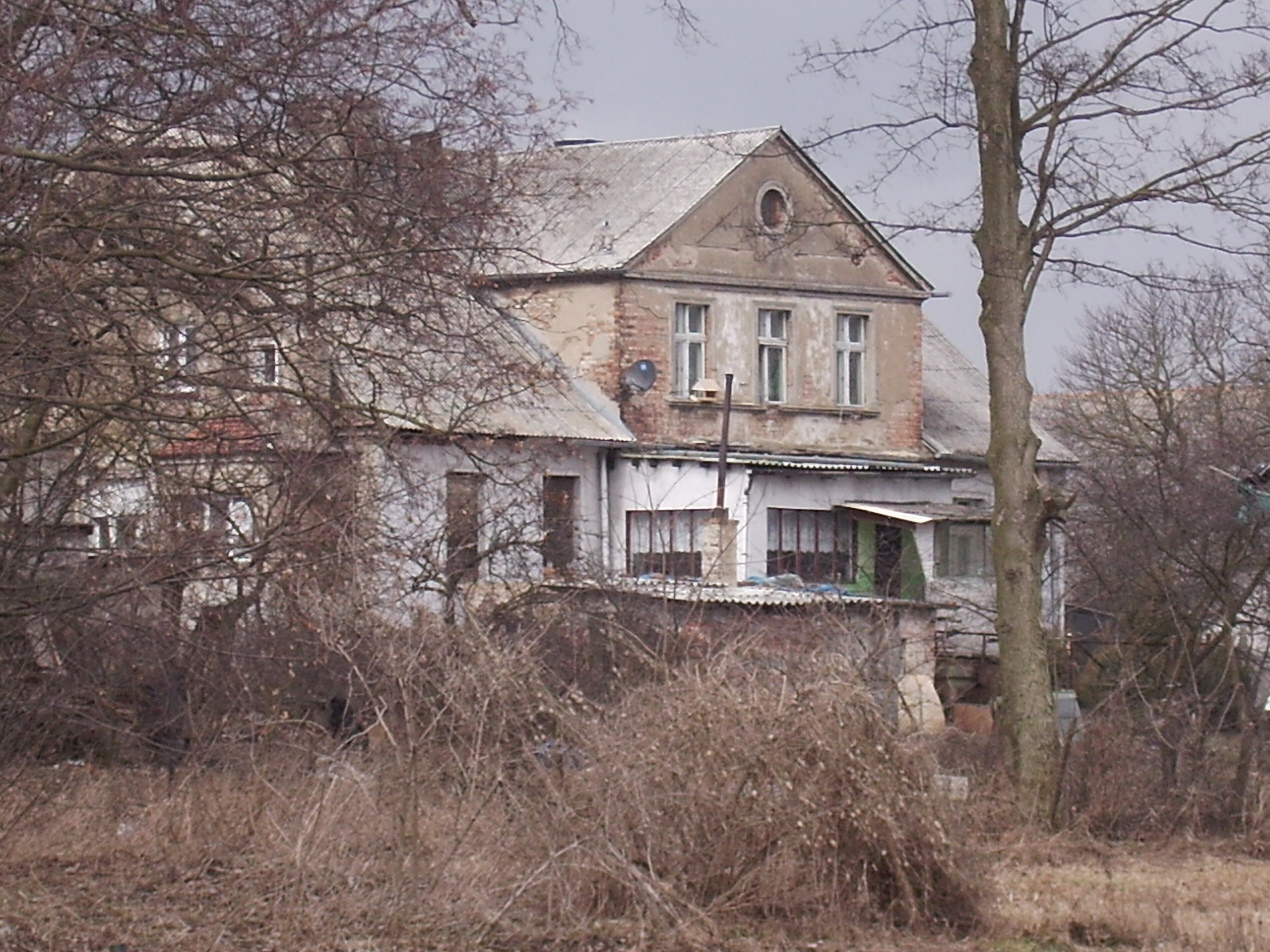

## Source
- Waldemar Rodzynski, Zarys dziejów gminy Papowo Biskupie, rok 1996 (pl)